# Flughafen Fukuoka

i8
i11
i13
Der Flughafen Fukuoka  (japanisch 福岡空港 Fukuoka kūkō ehemals Itazuke Air Base bzw. Itazuke AB, IATA-Code: FUK, ICAO-Code: RJFF) ist ein nationaler und internationaler Flughafen in Fukuoka in Südjapan auf der Insel Kyūshū. Der Flughafen Fukuoka gilt nach der japanischen Gesetzgebung als Flughafen 2. Klasse.

## Entwicklung
Der Flugplatz wurde im Februar 1944 eingeweiht und wird vom Ministerium für Land, Infrastruktur, Transport und Tourismus betrieben. Er ist derzeit voll ausgelastet, einer Erweiterung durch den Bau einer 2. Landebahn wurde daher im Januar 2015 zugestimmt. Der Flugverkehr ruht zum Lärmschutz zwischen 22 und 7 Uhr.
Der Flughafen liegt für die Bewohner von Fukuoka bequem zu erreichen im Stadtteil Hakata-ku südöstlich des Stadtzentrums. Er ist mit dem Rest der Stadt durch U-Bahn und Straße verbunden und eine U-Bahn-Fahrt zum Geschäftsviertel der Stadt dauert weniger als zehn Minuten. Aber diese stadtnahe Lage wirft auch Bedenken hinsichtlich der Sicherheit der Anwohner auf.

## Unfälle und Sicherheitsbedenken
- Es gibt nur eine Start- und Landebahn von nur 2800 m Länge, die ursprünglich für Propellermaschinen konzipiert war. Der Flughafen ist umringt von Wohngebieten und die Einflugschneise ähnelt derjenigen der berüchtigten Landebahn 13 auf dem alten Flughafen von Hongkong, Kai Tak.

- Auf dem Flugplatz gab es am 13. Juli 1996 einen Unfall, als eine DC-10 der Garuda Indonesia beim Start noch auf dem Flugplatzgelände abstürzte, bei dem drei Passagiere getötet und 18 weitere schwer verletzt wurden (siehe auch Garuda-Indonesia-Flug 865).

- Am 21. August 2005 fielen Metallfragmente auf ein Wohngebiet in Fukuoka, als ein Flugzeug von JALways mit Ziel in Honolulu diese verlor, nachdem ein Triebwerk kurz nach dem Start Feuer fing. Ein Junge und ein Mann wurden durch die Fragmente verletzt. Das Flugzeug musste Treibstoff ablassen und wieder landen. Der Gouverneur von Fukuoka, Wataru Asō besichtigte den Schulspielplatz, auf den die Trümmer fielen, und äußerte tiefe Besorgnis.

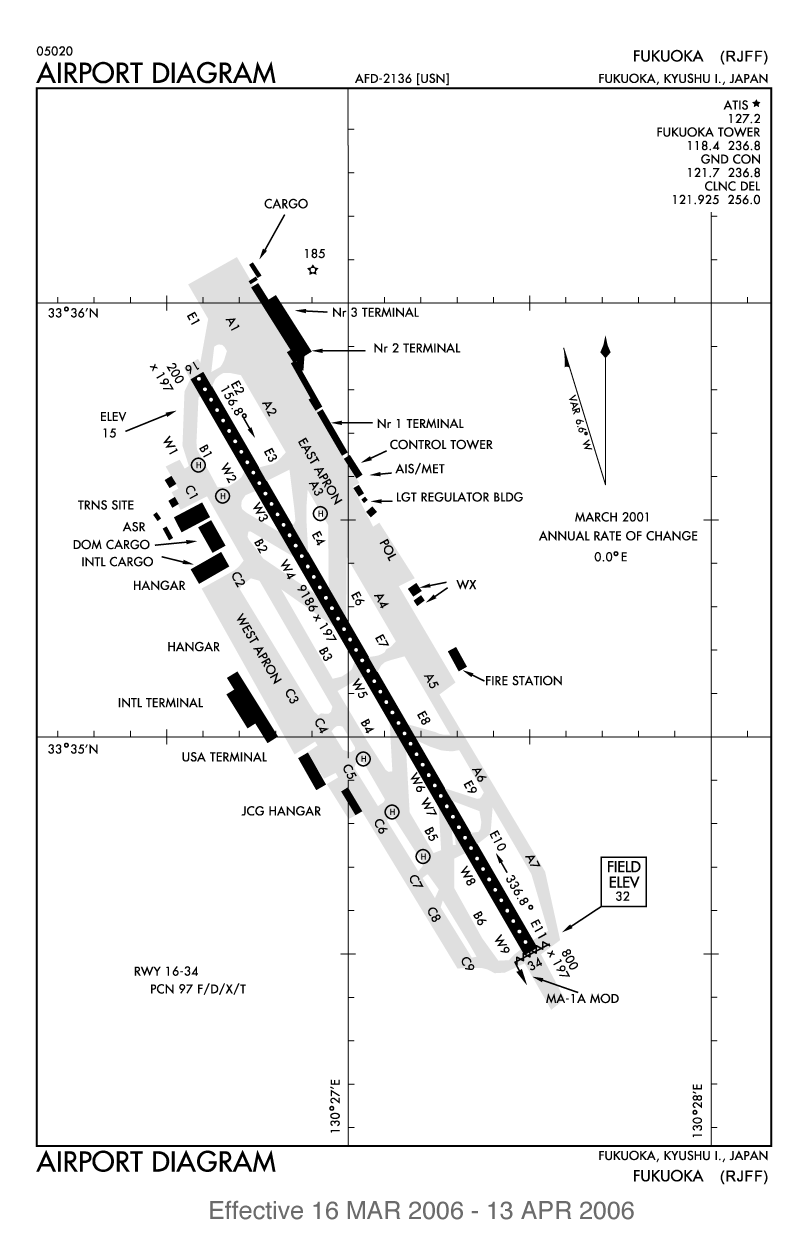
Schema des Flughafens

## Alternative Standorte für den Flughafen
Fukuoka hegt Ambitionen, eine Drehscheibe für die Wirtschaft und den Reiseverkehr in Ostasien zu werden. Die Stadt hat daher wegen der bislang fehlenden Erweiterungsflächen Überlegungen angestellt, den Flugplatz entweder weiter ins Inland oder auf eine künstliche Insel zu verlegen. Durch die zu erwartenden Probleme und Kosten hat man sich aber vorerst doch für den weiteren Ausbau des bestehenden Flughafens entschieden.
Sowohl ein neuer Flugplatzstandort im Meer vor Shingu als auch im Küstengebiet von Gan-no-su (wo es schon 1940 ein Landefeld gab) werden von Umweltschützern kritisiert.
Auch gab es Diskussionen, ob ein neuer Flughafen überhaupt benötigt wird in Anbetracht
- der Kosten
- der Umweltprobleme
- des neuen nahegelegenen New Kitakyushu Airport, der am 16. März 2006 öffnete und 21 Stunden Flugbetrieb erlaubt
- des ebenfalls nicht ausgelasteten Flughafens Saga

Eine verbesserte Nutzung der drei Flughäfen in der Region sollte ursprünglich eine ausreichende Lösung erlauben, was allerdings durch das inzwischen erhöhte und schnell wachsende Verkehrsaufkommen in der Region nicht mehr reicht.